# Eleșteiele Jijiei și Miletinului
Eleșteiele Jijiei și Miletinului este o arie protejată (arie de protecție specială avifaunistică — SPA) din România întinsă pe o suprafață de 19.078 ha, integral pe uscat.

## Localizare
Aria naturală se află în partea nord-estică a județului Iași, pe teritoriile administrative ale comunelor Andrieșeni, Coarnele Caprei, Focuri, Gropnița, Movileni, Popricani, Probota, Șipote, Trifești, Țigănași, Victoria și Vlădeni și este străbătută de drumul național DN24C, care leagă municipiul Iași de localitatea Rădăuți-Prut, Botoșani. Centrul sitului Eleșteiele Jijiei și Miletinului este situat la coordonatele 47°21′09″N 27°22′06″E / 47.352528°N 27.368297°E.

## Înființare
Arealul Eleșteiele Jijiei și Miletinului a fost declarat arie de protecție specială avifaunistică (ROSPA0042) în octombrie 2007 prin Hotărârea  de Guvern nr. 1284 din 24 octombrie (privind declararea ariilor de protecție specială avifaunistică ca parte integrantă a rețelei ecologice europene Natura 2000 în România). Situl include rezervația naturală Balta Teiva Vișina și protejază 67 de specii de păsări.

## Biodiversitate
Situl este încadrat în bioregiunea geografică continentală a Câmpiei Jijiei (subunitate geomorfologică a Câmpiei Moldovei ce aparține Podișului Moldovenesc) și reprezintă o zonă umedă (râuri, lacuri, mlaștini, turbării, terenuri arabile cultivate și pășuni) ce asigură condiții de hrană, cuibărit și viețuire pentru mai multe specii de păsări migratoare, de pasaj sau sedentare. Aria naturală nu include niciun habitat protejat.
La baza desemnării sitului se află mai multe specii protejate de  păsări (67): pescăruș albastru (Alcedo atthis), rață sulițar (Anas acuta), rață lingurar (Anas clypeata), rață pitică (Anas crecca), rață fluierătoare (Anas penelope), rață mare (Anas platyrhynchos), rață cârâitoare (Anas querquedula), rață pestriță (Anas strepera), gârliță mare (Anser albifrons), gâscă cenușie (Anser anser), gârliță mică (Anser erythropus), fâsă-de-câmp (Anthus campestris), acvilă de câmp (Aquila heliaca), stârc roșu (Ardea purpurea), stârc galben (Ardeola ralloides), rață-cu-cap-castaniu (Aythya ferina), rață roșie (Aythya nyroca), buhai de baltă (Botaurus stellaris), șorecar încălțat (Buteo lagopus), Calidris alba, fugaci de țărm (Calidris alpina), fugaci roșcat (Calidris ferruginea), fugaci mic (Calidris minuta), caprimulg (Caprimulgus europaeus), chirighiță-cu-obraz-alb (Chlidonias hybridus), chirighiță neagră (Chlidonias niger), barză albă (Ciconia ciconia), șerpar (Circaetus gallicus), erete de stuf (Circus aeruginosus), erete vânăt (Circus cyaneus), erete cenușiu (Circus pygargus), dumbrăveancă (Coracias garrulus), lebădă de vară (Cygnus olor), egretă albă (Egretta alba), egretă mică (Egretta garzetta), vânturel de seară (Falco vespertinus), lișiță (Fulica atra), becațină comună (Gallinago gallinago), Gallinago media, piciorong (Himantopus himantopus), stârc pitic (Ixobrychus minutus), sfrâncioc roșiatic (Lanius collurio), sfrânciocul cu frunte neagră (Lanius minor), pescăruș argintiu (Larus cachinnans), pescăruș sur (Larus canus), pescăruș mic (Larus minutus), pescăruș râzător (Larus ridibundus), prundaș de nămol (Limicola falcinellus), sitar de mâl (Limosa limosa), culic mare (Numenius arquata), stârc de noapte (Nycticorax nycticorax), cormoran mare (Phalacrocorax carbo), cormoran mic (Phalacrocorax pygmeus), bătăuș (Philomachus pugnax), lopătar (Platalea leucorodia), ploier auriu (Pluvialis apricaria), ciocântors (Recurvirostra avosetta), chiră de baltă (Sterna hirundo), călifar alb (Tadorna tadorna), fluierar negru (Tringa erythropus), fluierar de mlaștină (Tringa glareola), fluierar cu picioare verzi (Tringa nebularia), fluierarul de zăvoi (Tringa ochropus), fluierar de lac (Tringa stagnatilis), fluierarul cu picioare roșii (Tringa totanus), strigă (Tyto alba), nagâț (Vanellus vanellus).
Pe lângă speciile protejate, pe teritoriul sitului au mai fost identificate 1 specie de plante.

## Căi de acces
- Drumul național DN24 pe ruta: Iași - Vânători - drumul național DN24C în direcția Popricani, Iași.

## Monumente și atracții turistice
În vecinătatea sitului se află câteva obiective de interes istoric, cultural și turistic; astfel: 

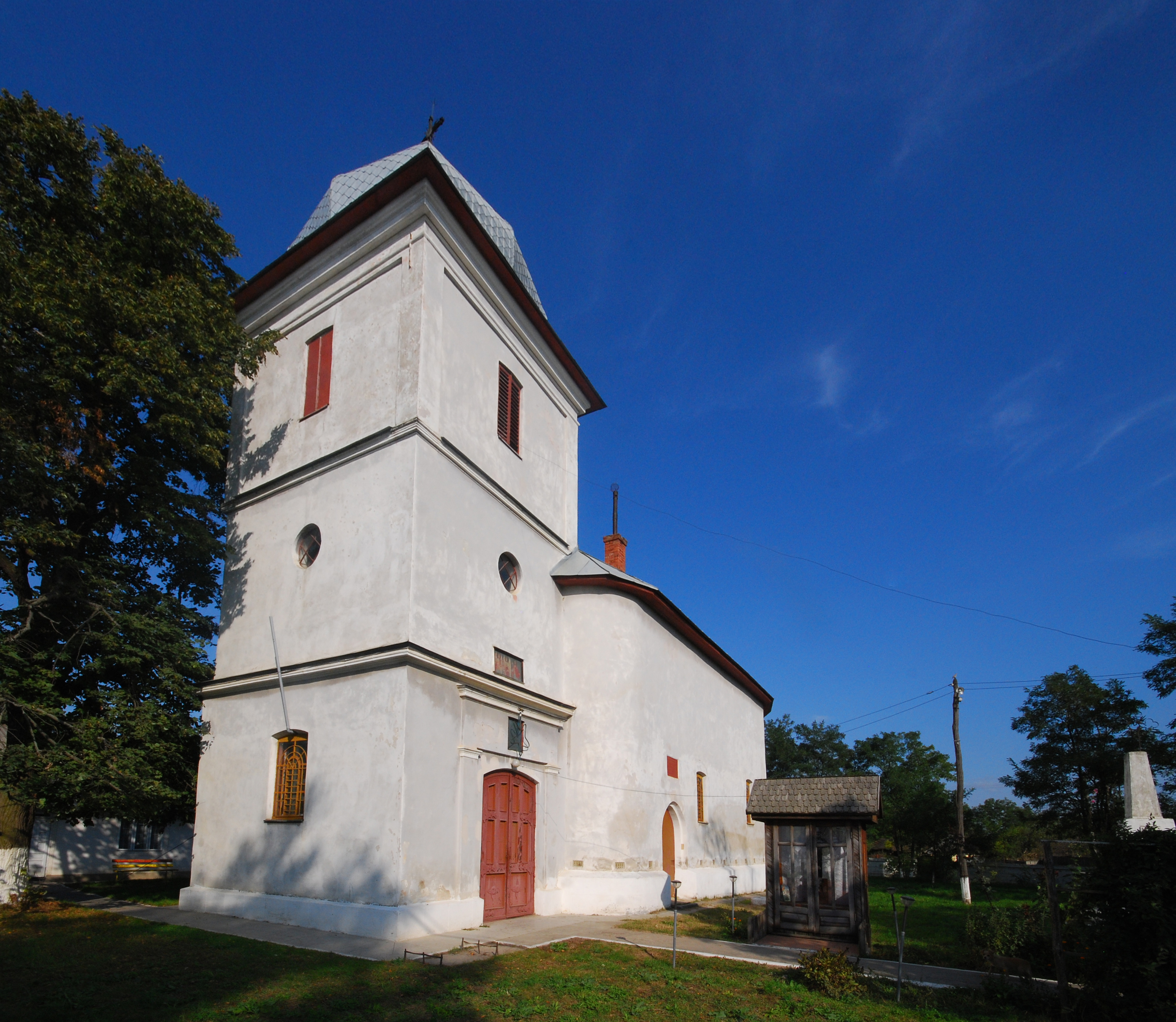
Biserica "Sf. Ioan cel Nou" din Șipote

- Biserica "Sf. Haralambie" din Cârniceni, construcție 1792, monument istoric.
- Biserica "Adormirea Maicii Domnului" din Gropnița, construcție 1830, monument istoric.
- Biserica "Sf. Ioan cel Nou" din Șipote, construcție 1507, monument istoric.
- Biserica "Sf. Spiridon" din Țigănași, construcție 1802, monument istoric.
- Situl arheologic de la Popricani (așezări datate în: sec. IV p.Chr, Epoca daco-romană; sec. II a. Chr.; Latène, cultura geto- dacică; Hallstatt mijlociu și târziu; Eneolitic, cultura Cucuteni, faza A).
- Situl arheologic de la Andrieșeni (așezări atribuite perioadelor: sec. XVII - XVIII, Epoca medievală; sec. III - IV p. Chr., Epoca migrațiilor; Hallstatt; Epoca bronzului târziu, cultura Noua; Eneolitic, cultura Precucuteni, faza III; Neolitic, cultura Criș).
- Ariile naturale: Prutețul Bălătău, Pădurea Icușeni, Pădurea Medeleni, Pădurea Roșcani și Rezervația acvatică Râul Prut.